# 용사 요시히코 시리즈
《용사 요시히코 시리즈》는 TV 도쿄 계열의 드라마 24에 방송되고있는 야마다 타카유키 주연의 연속 TV 드라마 시리즈이다.

## 시리즈 작품 목록
- 《용사 요시히코와 마왕의 성》 - 제1작. 2011년 7월 9일부터 동년 9월 24일까지 방송.
- 《용사 요시히코와 악령의 열쇠》 - 제2작. 2012년 10월 13일부터 동년 12月22일까지 방송.
- 《용사 요시히코와 인도하는 7인》 - 제3작. 2016년 10월 8일부터 방송.

## 시리즈 공통 등장 출연진
- 요시히코 - 야마다 다카유키

시리즈 전작에 등장. 시작 위치는 "용사".
- 단죠 - 다쿠마 신

시리즈 전작에 등장. 시작 위치는 "전사 (검사)".
- 무라사키 - 기나미 하루카

시리즈 전작에 등장. 시작 위치는 "마을 아가씨".
- 메레브 - 무로 쓰요시

시리즈 전작에 등장. 시작 위치는 "마법사".
- 부처 - 사토 지로

시리즈 전작에 등장.
- 히사 - 오카모토 아즈사

시리즈 전작에 등장. 요시히코의 여동생.
- 마왕 가리아스 - 나카오 류세이

시즌 1과 2에 등장. 시즌 1의 라스트 보스.
- 신부 - 카마쿠라 타로

시리즈 전작에 등장.
- 폰지 - 카와쿠보 타쿠지

시즌 1과 3에 등장.

## 시리즈의 용어
- 카보이 촌

시리즈 전작에 등장. 요시히코의 고향.
- 키라나 촌

시즌 1과 2에 등장.
- 다마 신사 / 다마 신전

시리즈 전작에 등장.

### 시리즈의 주문
- 스위트

시즌 1과 3에 등장.
- 요시즈미

시즌 2과 3에 등장.